# Gundam Side Story 0079: Rise from the Ashes
Mobile Suit Gundam Side Story 0079: Rise from the Ashes, anche conosciuto in Giappone con il titolo alternativo Mobile Suit Gundam Side Story: At the Site of the Fallen Colony... (機動戦士ガンダム外伝 コロニーの堕ちた地で...?, Kidō senshi Gandamu Gaiden: Koroni no Ochichita Chide...), è un videogioco d'azione per Sega Dreamcast. 
Il gioco è stato sviluppato e pubblicato dalla Bandai nel 1999. È basato sul popolare franchise giapponese Mobile Suit Gundam, ed in particolar modo la storia del gioco è ambientata durante la linea temporale dell'Universal Century. La storia del gioco si svolge in Australia e segue le vicende dello squadrone elitario RGM-79 GMs (conosciuto come lo squadrone "White Dingo") che è stato incaricato di portare a termine alcune missioni aventi come obiettivo il principato di Zion.